# بهار (جارية)
بهار جارية لأم جعفر المنصور كان يهواها مخارق الجزار، ويستر ذلك عن أم جعفر، فلما بلغها الخبر منعته من المرور ببابها، وكان شغفا بها، وإجلالا لأم جعفر تجافاها، وامتنع عنها مدة طويلة، ولكنه ضاق ذرعا بذلك، وبينما هو ذات ليلة في زلاّل، وقد انصرف من دار المأمون، وأم جعفر جالسة على دجلة، إذ حاذى دارها، فرأى الشمع يزهر فيها، فلما صار بمسمع منها ومرأى اندفع يقول:
فسمعته أم جعفر، وأمرت به فحضر، فأكرمته وأمرت الجواري فغنين، ثم ضربن عليه فغنى قائلا:
فاندفعت بهـار فغنت ردا عليه:
فضحكت أم جعفر وأهدتها إليه.
وذكر أنه بسببها حج في السنة التي حجت بها أم جعفر، حيث اصطحبت معها بهار، فقال:
وفي ذلك قال أحمد بن هشام:
يحج الناس من بر وتقوى
وحج أبي المهنا للتصابي